# B4 (Jamaica)
De B4 is een weg op Jamaica. De weg loopt vanaf Trout Hall via Frankfield en Spaldings naar Williamsfield. Een zijtak loopt van Spaldings naar Christiana.
T1 · T2 · T3
A1 · A2 · A3 · A4
B1 · B2 · B3 · B4 · B5 · B6 · B7 · B8 · B9 · B10 · B11 · B12 · B13